# Millersport (Ohio)
Millersport es una villa ubicada en el condado de Fairfield en el estado estadounidense de Ohio. En el Censo de 2010 tenía una población de 1044 habitantes y una densidad poblacional de 445,9 personas por km².

## Geografía
Millersport se encuentra ubicada en las coordenadas 39°53′47″N 82°32′31″O / 39.89639, -82.54194. Según la Oficina del Censo de los Estados Unidos, Millersport tiene una superficie total de 2.34 km², de la cual 2.26 km² corresponden a tierra firme y (3.43%) 0.08 km² es agua.

## Demografía
Según el censo de 2010, había 1044 personas residiendo en Millersport. La densidad de población era de 445,9 hab./km². De los 1044 habitantes, Millersport estaba compuesto por el 98.08% blancos, el 0.38% eran afroamericanos, el 0.38% eran amerindios, el 0% eran asiáticos, el 0.1% eran isleños del Pacífico, el 0.1% eran de otras razas y el 0.96% pertenecían a dos o más razas. Del total de la población el 1.05% eran hispanos o latinos de cualquier raza.